# Jacques Chirac
Jacques René Chirac (/ʒak ʁə'ne ʃi'ʁak/; Parigi, 29 novembre 1932 – Parigi, 26 settembre 2019) è stato un politico e funzionario francese.
Fondatore dei due principali partiti del centro-destra francese, il Raggruppamento per la Repubblica e l'Unione per un Movimento Popolare, all'interno delle istituzioni francesi è stato primo ministro dal 1974 al 1976 con Valéry Giscard d'Estaing e dal 1986 al 1988 con François Mitterrand e sindaco di Parigi dal 1977 al 1995.
Nel 1981 e nel 1988 si candidò alla presidenza senza successo per il partito da lui fondato e guidato, il Raggruppamento per la Repubblica. Le politiche interne di Chirac inizialmente includevano aliquote fiscali più basse, la rimozione dei controlli sui prezzi, forti pene per la criminalità e il terrorismo e la privatizzazione delle imprese.
Dopo aver perseguito queste politiche nel suo secondo mandato come primo ministro, ha cambiato opinione. Le politiche economiche di Chirac, basate sul dirigismo, che consentivano investimenti diretti da parte dello stato, furono opposte alle politiche del laissez-faire del Regno Unito sotto i governi di Margaret Thatcher e John Major, le quali furono definite da Chirac come "ultraliberalismo anglosassone".
Nel 1995 è stato eletto ventiduesimo presidente della Repubblica francese e ha nominato primi ministri Alain Juppé e, durante la cohabitation, Lionel Jospin. Rieletto nel 2002, ha nominato primi ministri Jean-Pierre Raffarin e Dominique de Villepin. Dal momento che durante la sua seconda presidenza viene ridotto il mandato presidenziale a cinque anni, rimane presidente fino al 2007. È stato Protocanonico d'onore dell'Arcibasilica Lateranense.
In qualità di ex presidente, è stato membro di diritto del Consiglio costituzionale, anche se dal 2011 non ha partecipato più alle riunioni. Nel 2011 il tribunale di Parigi ha dichiarato Chirac colpevole di aver deviato fondi pubblici e abusato della fiducia pubblica, concedendogli una pena detentiva con sospensione di due anni.
Divenne noto per essersi opposto all'invasione dell'Iraq a guida americana, riconobbe il ruolo del governo collaborazionista francese nella deportazione degli ebrei e promosse la riduzione del mandato presidenziale da 7 a 5 anni attraverso un referendum nel 2000. Fu l'ultimo presidente ad essere rieletto fino al 2022.

## Biografia

### Famiglia e studi
Nato nel V arrondissement di Parigi il 29 novembre 1932, Chirac era di origini borghesi: suo padre Abel François Chirac (1898-1968) era un funzionario di banca e sua madre Marie-Louise Valette (1902-1973) era la figlia di un istitutore di Sainte-Féréole.
Nel 1950 lascia la famiglia e s'imbarca a Dunkerque come mozzo su un cargo verso gli Stati Uniti. Lì fa il lavapiatti ad Harvard, la guardia del corpo di una signora anziana e ricca e poi è fidanzato della figlia di un importante imprenditore del cotone della Carolina del Sud.
Nel 1951 torna a Parigi e frequenta l'Institut d'études politiques e nel 1954 entra nell'École nationale d'administration. Nel 1956 presta il servizio militare in Algeria, sottotenente del 6º reggimento degli Chasseurs d'Afrique. Entra a far parte della Corte dei conti.

### Primo ministro e sindaco di Parigi

#### Esordio in politica
Dopo aver simpatizzato in gioventù per il Partito Comunista Francese, aderisce al gollismo.
Nel 1965 viene eletto consigliere municipale di Sainte-Féréole, piccolo comune del dipartimento della Corrèze.
Viene eletto deputato all'Assemblée nationale per la prima volta nel 1967 e in seguito costantemente rieletto; dal 1968 al 1971 è segretario di Stato, al Lavoro e poi all'Economia e finanze, e dal 1971 al 1974 ministro per i rapporti con il parlamento, dell'agricoltura e dell'interno. È anche presidente del consiglio generale della Corrèze dal 1970 al 1979. Fedelissimo di Georges Pompidou, è anche l'uomo di fiducia di Marie-France Garaud e di Pierre Juillet, membri influenti dell'entourage dello scomparso presidente della Repubblica e accaniti avversari del gollismo riformista di Jacques Chaban-Delmas.

#### Primo ministro di Giscard
Alle elezioni presidenziali francesi del 1974 volta le spalle al candidato ufficiale del movimento gollista Jacques Chaban-Delmas e si schiera apertamente con quello liberale Valéry Giscard d'Estaing. Una volta eletto, battendo il socialista François Mitterrand al secondo turno, Giscard si sdebita nominando Chirac primo ministro.

#### Fondatore delRassemblement
Dimessosi da primo ministro nell'agosto 1976 a causa di forti dissensi con il capo dello Stato, scatena una guerra senza quartiere contro Giscard e il primo ministro Raymond Barre.
Il 5 dicembre 1976 rifonda il partito gollista, emarginando i capi storici del movimento e costituendo il Raggruppamento per la Repubblica (di cui sarà presidente fino al 1994), sostenendo una politica basata sul rispetto della sovranità e l'indipendenza della nazione.

#### Sindaco di Parigi

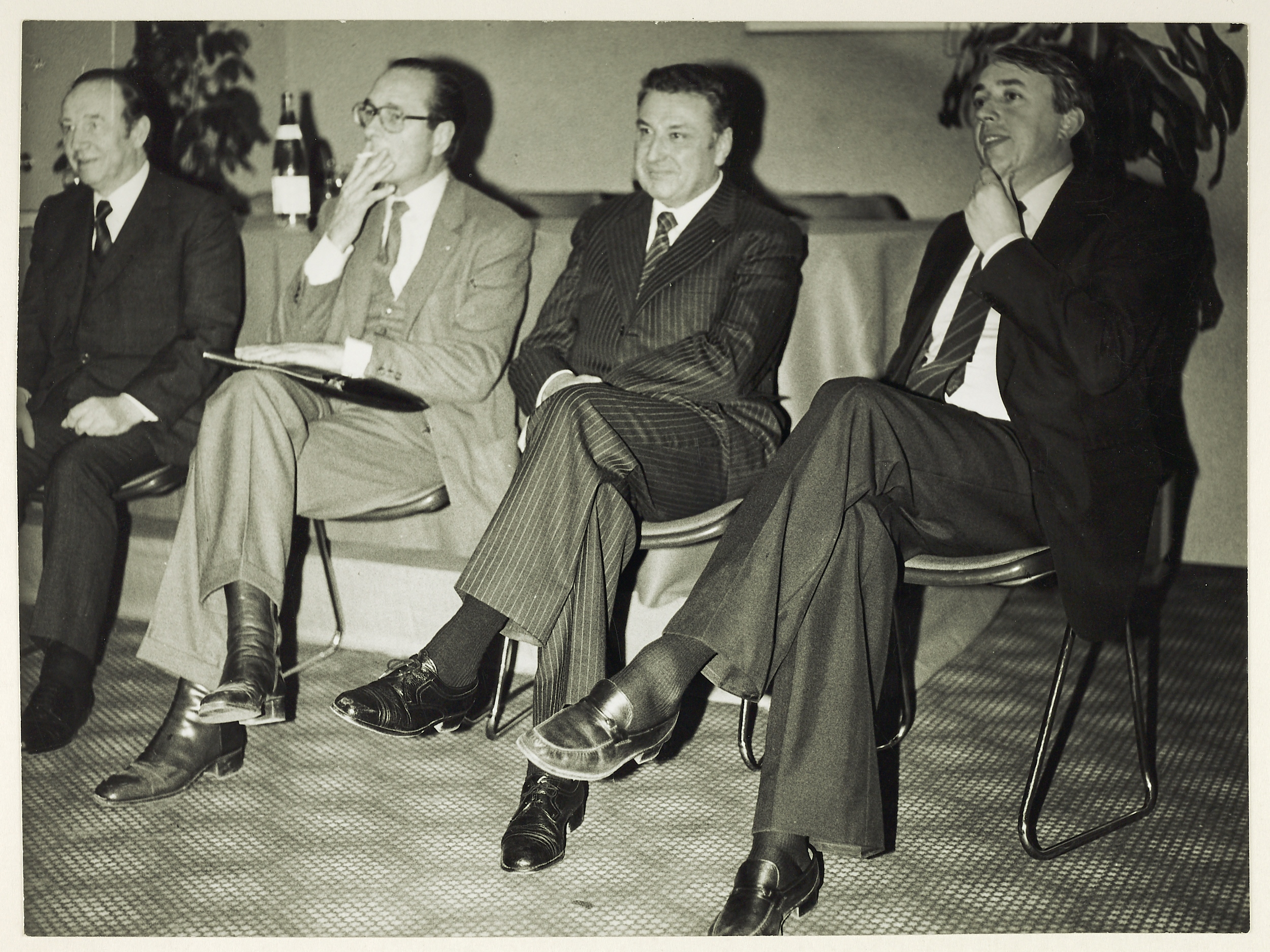
Chirac (secondo da sinistra) durante il mandato di Sindaco di Parigi (1983)

Nel 1977, essendo stata ripristinata dopo un secolo di amministrazione prefettizia la carica di sindaco di Parigi, Chirac decide di presentarsi contro il candidato di Giscard Michel d'Ornano e viene eletto. È riconfermato sindaco di Parigi nel 1983 e 1989, rimanendo in carica fino al 1995. Visti i poteri e i mezzi economici sterminati di cui gode il primo cittadino della capitale - funzione ulteriormente rafforzata dalle leggi Defferre del 1982 e 1983 sul decentramento amministrativo - Jacques Chirac dispone di una potente macchina da guerra che gli sarà utilissima nella sua lenta ma fortunata scalata all'Eliseo.
Appena insediatosi all'Hôtel de Ville, Chirac mette a segno due operazioni destinate a lasciare una traccia indelebile sul volto della città: la sistemazione della vasta area delle Halles e il primo piano regolatore di Parigi. Se il primo progetto è incontestabilmente un errore urbanistico e uno scivolone estetico, il secondo ribadisce la politica smaccatamente in favore dell'auto privata perseguita durante la precedente gestione prefettizia della città.
Tra gli interventi pianificati o realizzati nel corso degli ultimi anni del suo mandato spiccano Paris Seine Gauche, il nuovo quartiere direzionale a Tolbiac e la risistemazione dell'Avenue des Champs-Élysées. Chirac dà il via anche a una serie di importanti iniziative volte a incrementare l'attività culturale della città come, ad esempio, grandi mostre, spettacoli, concerti, eccetera. Durante il suo mandato, la stagione del Théâtre du Châtelet è portata al livello di quella di un vero e proprio teatro dell'opera, entrando in concorrenza con l'Opéra National de Paris, che dipende dal ministero della Cultura, retto dal 1981 al 1986 e dal 1988 al 1993 dal socialista Jack Lang.
Il dirimpettaio Théâtre de la Ville, opportunatamente ristrutturato, diventa il tempio della danza contemporanea. Il Palais de Tokio è adibito a sede di mostre di arte moderna, in competizione con il Centro Georges Pompidou. Sono inaugurate numerose biblioteche comunali e una grande mediateca alle Halles.

#### Candidato alle presidenziali del 1981

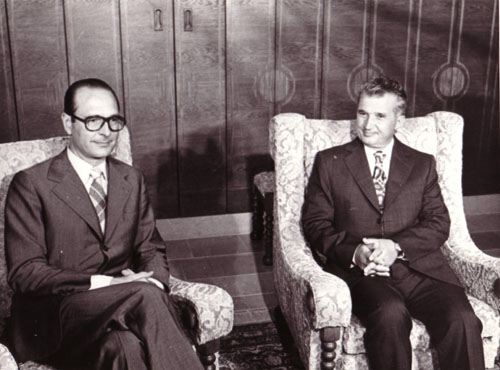
Chirac con Nicolae Ceaușescu nel 1975, in visita ufficiale in Romania

Nel dicembre 1978, a pochi mesi dalle elezioni europee, lancia un appello (il cosiddetto appello di Cochin, dal nome dell'ospedale parigino in cui è ricoverato per i postumi di un incidente stradale). Si tratta di un virulento attacco alle istituzioni europee che, oltre a chiamare in causa indirettamente Giscard, rappresenta una notevole evoluzione in senso conservatore e nazionalista della sua linea politica.
Gli ispiratori sono Garaud e Juillet, che tramano nell'ombra ai danni del presidente della Repubblica. Ma questa presa di posizione, troppo radicale, ha solo l'effetto di disorientare gli elettori: alle europee del 1979 il RPR avrà solo il 16% dei voti, creando malcontento nel partito neo-gollista. Decide quindi di disfarsi della coppia Garaud-Juillet e la sua linea politica vira dalla destra al centro dello scacchiere politico. Prosegue, intanto, la sua lotta senza quartiere contro Giscard.
Alla fine del 1980 incontra segretamente François Mitterrand per concordare una strategia comune ai danni del presidente uscente. Si candida quindi alle elezioni presidenziali del 1981, arrivando terzo al primo turno con il 17,9% dei voti. Escluso dal ballottaggio, fa in televisione una dichiarazione di voto a favore di Giscard, ma il tono è di una tale freddezza da indurre nell'entourage del presidente della Repubblica uscente la convinzione che Chirac si sta adoperando sottobanco per far eleggere il socialista François Mitterrand.

#### Primo ministro di Mitterrand
Eletto Mitterrand presidente della Repubblica, dal 1981 Chirac diventa il capofila naturale dell'opposizione di centrodestra, che alle elezioni legislative del 1986 riconquisterà la maggioranza all'Assemblée nationale. È così di nuovo primo ministro dal 1986 al 1988, in un governo di coabitazione con il presidente della Repubblica François Mitterrand (socialista). I rapporti fra i due saranno spesso sull'orlo della rottura e, come prevedibile, alle elezioni presidenziali del 1988 Chirac si presenta candidato contro Mitterrand.

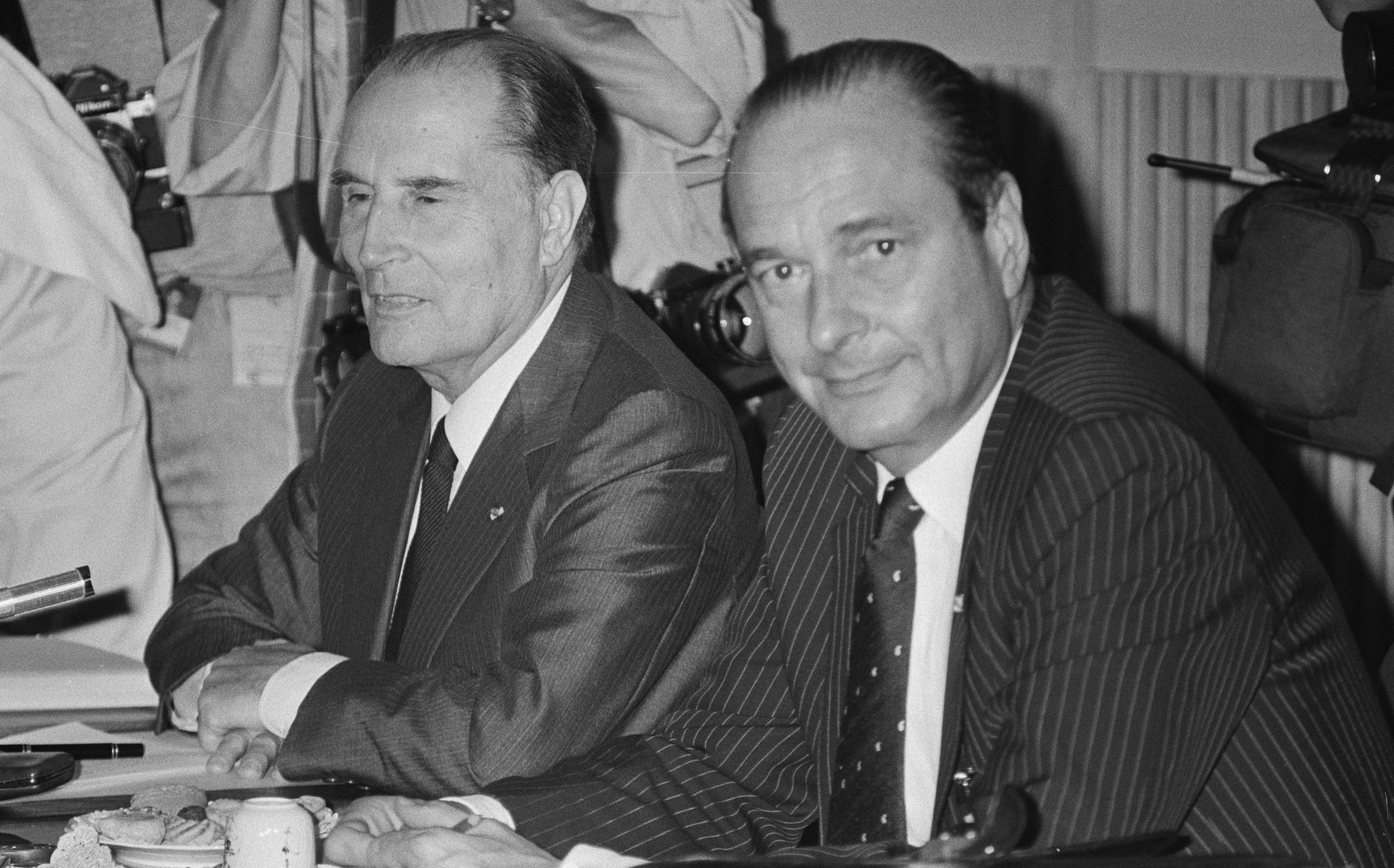
François Mitterrand e Jacques Chirac

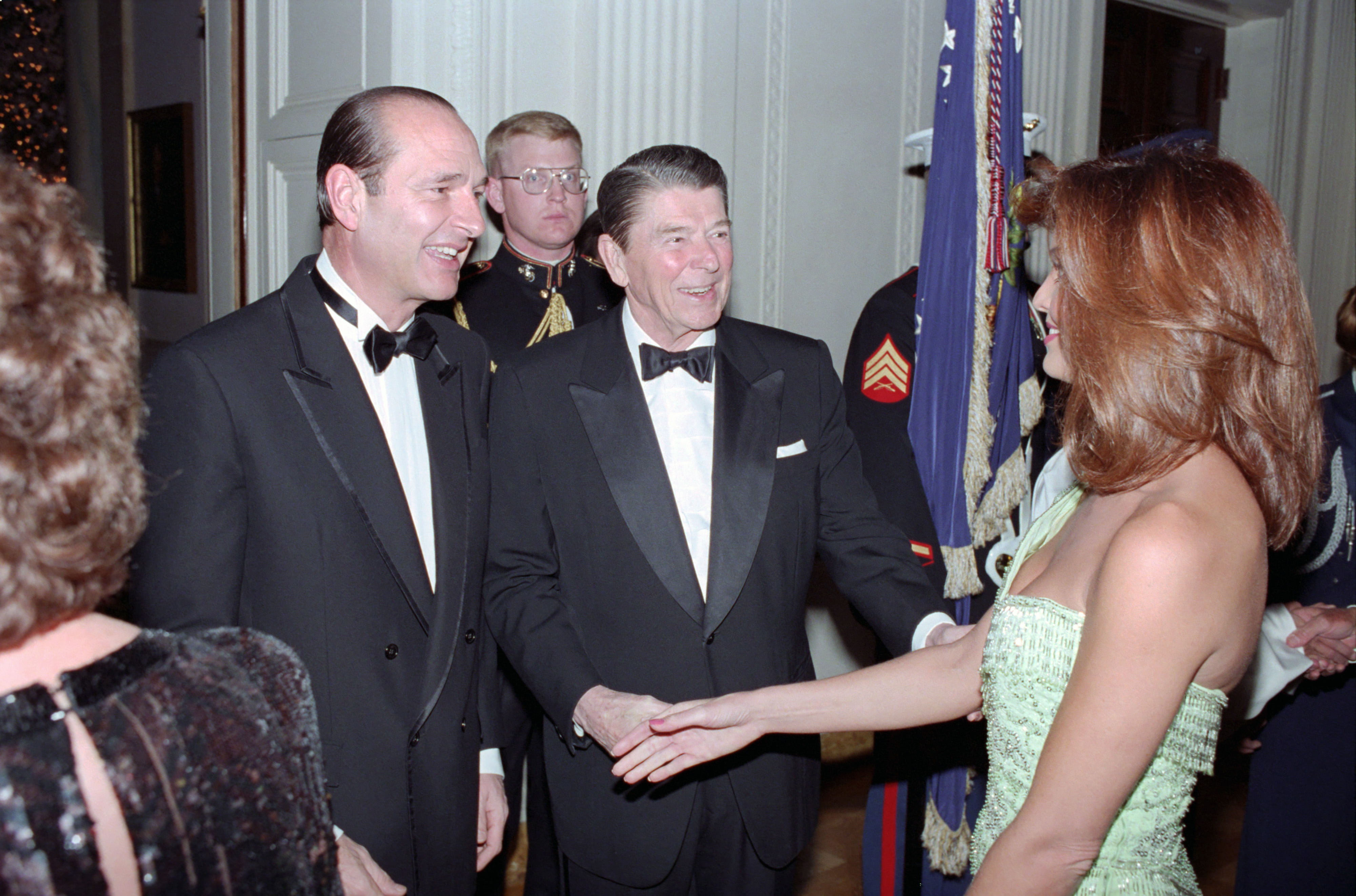
Jacques Chirac e Ronald Reagan

#### Candidato alle presidenziali del 1988
Al primo turno, il 24 aprile, ottiene il 19,94% dei voti ed entra nel ballottaggio con François Mitterrand, che ha il 34,1%. Il secondo candidato del centrodestra Raymond Barre ha il 16,6% e invita i suoi lettori a votare al ballottaggio per Chirac. Questi al secondo turno, il 6 maggio, ha il 45,98% ed è quindi battuto dal presidente della Repubblica uscente.

### Presidente della Repubblica

#### Candidato alle presidenziali del 1995
Torna a essere la guida dell'opposizione di centrodestra, che alle elezioni del 1993 esce vittoriosa aggiudicandosi l'80% dei seggi dell'Assemblée nationale, lascia però che a guidare un governo di coalizione sia il collega di partito Édouard Balladur.
Alle elezioni presidenziali del 1995 è candidato per la terza volta, ma deve vedersela anche con un avversario della sua parte politica, lo stesso Balladur, che volendo monetizzare la popolarità conquistata in due anni di governo presenta la sua candidatura. La connotazione nettamente conservatrice della candidatura di Balladur induce Chirac a impostare la sua campagna puntando sul sociale (la lotta alla fracture sociale), fortemente ispirata da Philippe Séguin. Il primo ministro in carica non riesce a entrare nel ballottaggio e invita i suoi elettori a votare Chirac al secondo turno. Al ballottaggio, con il 52,6%, Chirac riesce a battere il candidato socialista Lionel Jospin e viene eletto ventiduesimo presidente della Repubblica francese.

#### I primi atti
Una volta insediato all'Eliseo, Chirac nomina primo ministro il fedelissimo Alain Juppé. Questi forma un governo composto da personalità secondarie, anche a causa della decisione di escludere gli esponenti del RPR che si erano schierati con Édouard Balladur, fra cui Nicolas Sarkozy. Il primo settennato di Chirac si apre con una dichiarazione dirompente: il 17 luglio 1995, nel commemorare il cinquantatreesimo anniversario dell'internamento in massa al Vélodrome d'Hiver di migliaia di ebrei parigini destinati alla deportazione, il presidente della Repubblica riconosce le responsabilità dello Stato francese nell'attuazione della politica antisemita imposta dall'occupante nazista. Le parole di Chirac sono accolte positivamente dagli esponenti della comunità ebraica e da personalità della Resistenza, studiosi e intellettuali, e anche dai partiti di sinistra.
Un'altra dichiarazione che gli vale una notevole popolarità è l'annuncio dell'abolizione del servizio militare obbligatorio. Meno apprezzata la decisione di riprendere gli esperimenti nucleari che erano stati sospesi dal suo predecessore François Mitterrand. Sul piano sociale, Chirac esordisce con uno smacco epocale, perché nel novembre 1995 la revisione del regime pensionistico messa a punto dal governo Juppé scatena uno sciopero a oltranza dei trasporti pubblici che paralizza la Francia fino a dicembre inoltrato, tanto che il primo ministro dovrà fare marcia indietro.

#### Lacohabitationcon Lionel Jospin e gliaffaires

Bill Clinton e Jacques Chirac, 17 giugno 1999

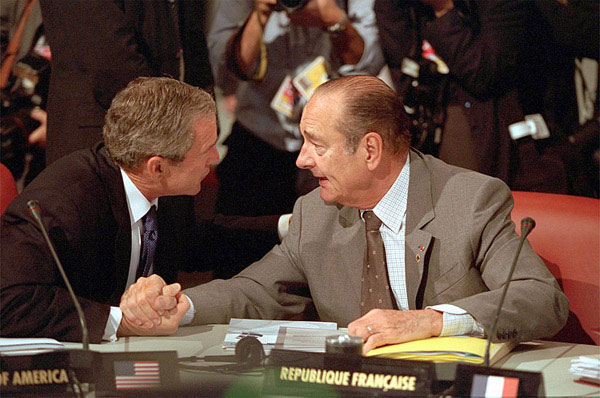
Chriac durante un colloquio con il presidente George W. Bush durante il G8 di Genova il 21 luglio 2001

Nella primavera 1997, con un anno di anticipo rispetto alla scadenza naturale, decide di sciogliere l'Assemblée nationale. Le ragioni sono molteplici: evitare un collo di bottiglia elettorale, giacché ad aprile 1998 sono previste le elezioni regionali e in settembre quelle per il rinnovo di un terzo dei senatori; sventare il pericolo di arrivare al 1998 senza aver potuto rispettare i parametri fissati dall'UE per il debito pubblico; infine, portare i francesi alle urne prima che possa inasprirsi il malcontento generale nei confronti del governo. L'espediente tuttavia non gli servirà a molto, perché ad affermarsi è una coalizione di partiti di sinistra.
Chirac è così costretto a piegarsi a sua volta alle regole della coabitazione, nominando primo ministro il segretario del Parti Socialiste Lionel Jospin, che resta ininterrottamente in carica fino al 2002. La convivenza sarà a volte burrascosa, ma non ci saranno mai punti di non ritorno. Tra i tanti bocconi amari, Jospin riesce a imporre a Chirac la riduzione, tramite referendum, da sette a cinque anni della durata del mandato presidenziale, una proposta caldeggiata da tempo dall'ex presidente Valéry Giscard d'Estaing (e anche da non pochi esponenti del centrodestra che ormai incominciano a considerare Chirac un uomo del passato).
Durante la coabitazione, la giustizia incomincia a indagare sui finanziamenti occulti del RPR e sulle false assunzioni del Comune di Parigi nel periodo in cui Chirac era sindaco. Molti dei suoi uomini di fiducia, fra cui Alain Juppé, subiscono delle condanne. Il Consiglio costituzionale nel 1999 e la Cassazione a sezioni unite nel 2000 attribuiscono a Jacques Chirac un'immunità penale di tipo esteso, ossia comprensiva degli atti compiuti prima dell'elezione a presidente della Repubblica. Di conseguenza, fino alla scadenza del suo mandato, egli non può essere oggetto di una procedura penale e nemmeno essere sentito in qualità di testimone. Tale immunità scadrà il 16 giugno 2007, ossia un mese dopo la cessazione dalla carica.

#### Candidato alle presidenziali del 2002

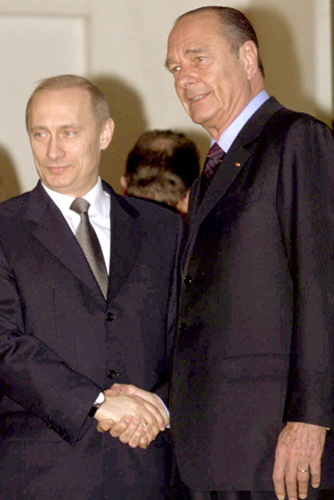
Jacques Chirac e Vladimir Putin il 15 gennaio 2002

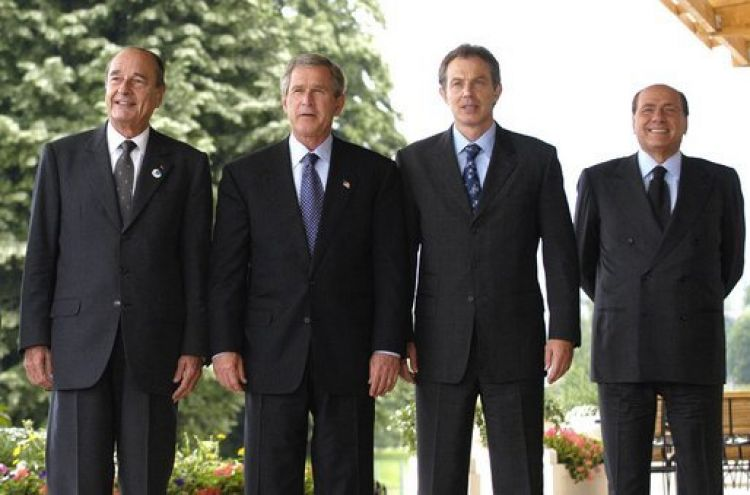
Jacques Chirac, George W. Bush, Tony Blair e Silvio Berlusconi durante il vertice del G8 del 2003

Candidato alle elezioni presidenziali del 2002, al primo turno, il 21 aprile, Chirac ottiene il 19,88% ed entra nel ballottaggio e, contro tutte le previsioni, non si trova come avversario il candidato socialista Lionel Jospin, che con il 16,18% è eliminato al primo turno, ma il candidato dell'estrema destra, il presidente del Front National Jean-Marie Le Pen, che ha il 16,9%. Al secondo turno, il 5 maggio, il presidente della Repubblica uscente non ha difficoltà a battere l'avversario (a cui ha negato il tradizionale confronto tv), conquistando addirittura l'82,21% dei voti.
In un soprassalto repubblicano, sul suo nome finiscono per convergere le preferenze degli elettori di sinistra, invitati a votare Chirac da autorevoli esponenti del Parti Socialiste, come il primo segretario François Hollande e l'ex ministro Dominique Strauss-Kahn. Il giornale della gauche Libération, il giorno del secondo turno, ha in prima pagina il titolo Pour la Republique OUI con una mano che nell'urna infila la scheda con scritto Chirac. Dimessosi Jospin, il rieletto Chirac nomina il liberale Jean-Pierre Raffarin primo ministro e alle successive elezioni legislative il centrodestra conquista la maggioranza dei seggi all'Assemblée nationale.

#### Gli insuccessi e il ritiro

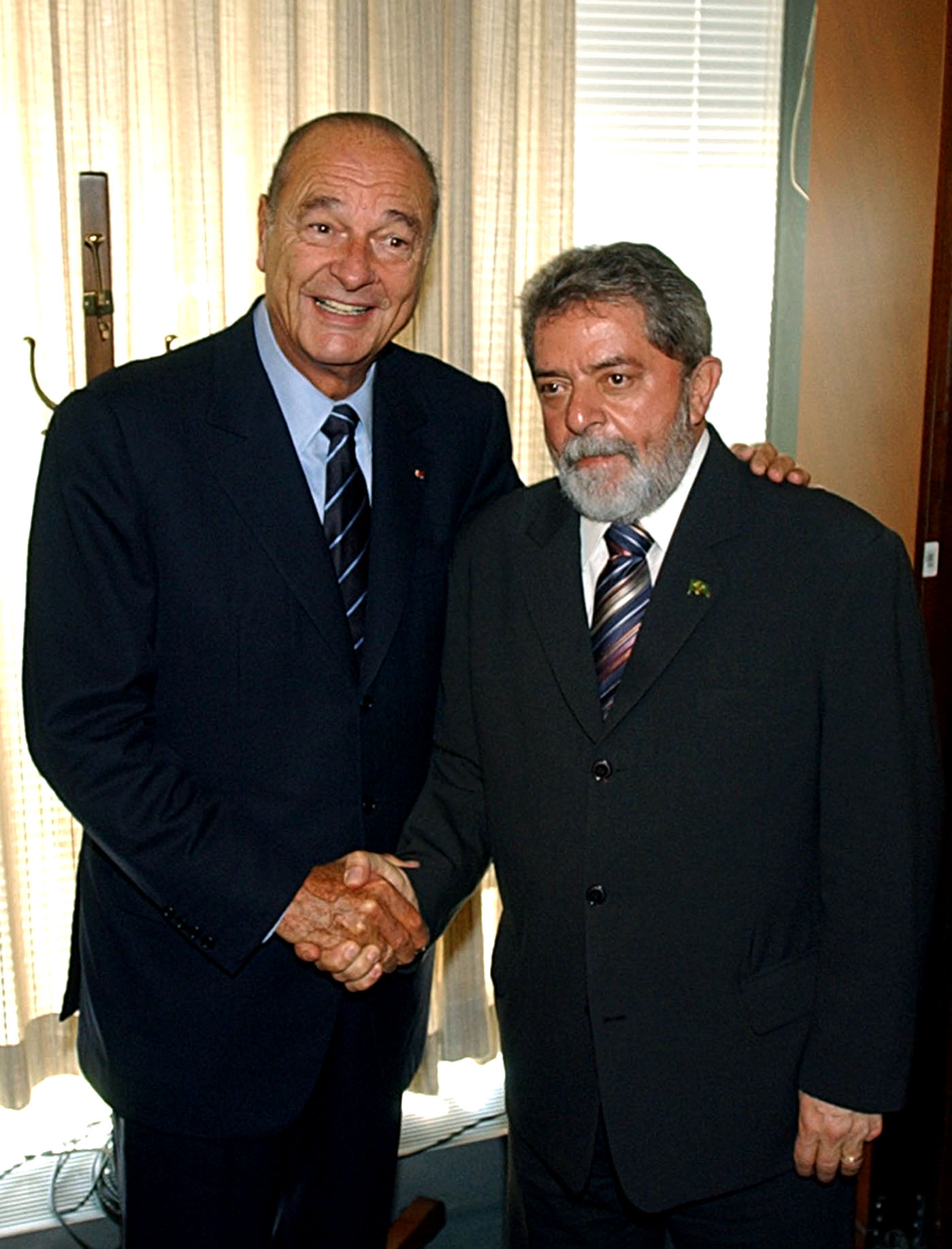
Incontro con Lula (2004)

Il secondo mandato di Chirac è caratterizzato da una serie di insuccessi e scelte infruttuose: la nomina a primo ministro di un esponente “minore” dell'UMP come Jean-Pierre Raffarin non sortisce l’effetto di contenere l'ascesa inarrestabile dell'inviso Nicolas Sarkozy. Sullo scenario nazionale si trova inoltre ad affrontare la rivolta delle periferie degradate e l'insuccesso gollista alle elezioni regionali del 2004 (20 regioni su 22 della Francia metropolitana passano in mano ai socialisti, mentre solo l'Alsazia e la Corsica restano al centrodestra).
Dopo aver fermamente voluto la Commissione presieduta dall'amico Bernard Stasi, il 18 maggio 2004 firma la legge sulla laicità dello Stato nelle scuole pubbliche francesi. Preferisce delegare a una circolare interpretativa (un atto regolamentare non impugnabile innanzi alla Corte Costituzionale) l'esplicitazione del divieto di indossare il velo islamico, la kippa ebraica o croci cristiane di dimensioni vistose.
Il voto contrario del 54,87% dei francesi al referendum sulla Costituzione europea il 29 maggio 2005 suona come una campana a morto per il governo Raffarin e indirettamente per lo stesso Chirac. Dopo aver esitato tra Michèle Alliot-Marie e Nicolas Sarkozy, decide di nominare il fedelissimo Dominique de Villepin primo ministro, ma il nuovo governo riesce solo a eguagliare il precedente in termini d'impopolarità. Il 2 settembre 2005, Chirac è colpito da un leggero ictus che lo costringe a una settimana di degenza in ospedale. Nel corso dei primi mesi del 2006, una legge per ridurre la disoccupazione attraverso una nuova formula contrattuale, il CPE (Contrat première embauche), scatena un'autentica rivolta di piazza. Il 20 giugno 2006 inaugura il museo del quai Branly (o Musée des arts et civilisations d'Afrique, d'Asie, d'Océanie et des Amériques), progettato da Jean Nouvel e da lui fortemente voluto.
L'11 marzo 2007 Chirac annuncia, in un messaggio alla nazione trasmesso in diretta televisiva, la sua intenzione di non candidarsi per un terzo mandato presidenziale alle elezioni dell 22 aprile 2007 e il 21 marzo dichiara di sostenere la candidatura di Nicolas Sarkozy. Il 15 maggio, nel suo ultimo discorso da presidente alla tv, ha definitivamente salutato i francesi. Il passaggio delle consegne con il nuovo presidente Nicolas Sarkozy si svolge il 16 maggio, all'insegna del fair play.

### Dopo l'Eliseo: le vicende giudiziarie, la malattia e la morte
In quanto ex presidente della Repubblica, gli spetta l'incarico di membro di diritto del Consiglio costituzionale, funzione cui si è avvalso poco dopo aver lasciato l'Eliseo: partecipa ai lavori fino al 9 dicembre 2010; successivamente, nel marzo 2011, manifesta al presidente Jean-Louis Debré la volontà di non avvalersi più del proprio seggio di diritto e chiede la revoca della corresponsione degli emolumenti.
Nel 2008 istituisce la Fondation Chirac, organizzazione non lucrativa dedita alla promozione della pace e di progetti umanitari internazionali, che successivamente opera fino al 2020; due anni prima, nel 2006, l'Association des Centres Éducatifs du Limousin (ente benefico attivo a livello regionale nell'assistenza ai disabili mentali, di cui nel 1971 era stato cofondatore) era stata ribattezzata in suo onore Fondation Jacques Chirac.
Il 19 luglio 2007, ormai privo dall'immunità presidenziale, è interrogato per oltre quattro ore dai magistrati per accertamenti in merito a 21 presunte assunzioni fittizie commissionate nel periodo in cui era sindaco di Parigi. L'inchiesta è diretta a verificare le ragioni che hanno portato il Comune di Parigi ad assumere 21 funzionari del RPR, partito presieduto da Chirac fino al 1994. Il 28 settembre 2009, il procuratore della Repubblica di Parigi, Jean-Claude Marin, chiede al giudice istruttore il non luogo a procedere per l'ex presidente della Repubblica come per tutti gli altri indagati nell'ambito della medesima inchiesta. Il 29 ottobre 2009 il giudice istruttore Xavière Simeoni decide di accogliere la richiesta del procuratore solo per il reato di falso ideologico, chiedendo il rinvio a giudizio di Jacques Chirac per i reati di abuso di fiducia e appropriazione indebita. Il processo si dovrà tenere alla fine del 2010 o agli inizi del 2011. Nell'estate 2010, i rappresentanti dell'UMP hanno proposto al Comune di Parigi un accordo transattivo, che prevede il versamento della somma di 2,2 milioni di euro (1,65 milioni a carico del partito e 550000 a carico di Chirac), pari alla totalità degli stipendi corrisposti ai funzionari del RPR successivamente confluito nel nuovo partito, nonché comprensiva degli interessi e delle spese legali. Come contropartita, è richiesto il ritiro da parte del Comune di Parigi della costituzione di parte civile. L'accordo è stato approvato dal consiglio comunale nella seduta del 27 settembre, con 147 voti a favore e 13 contrari.

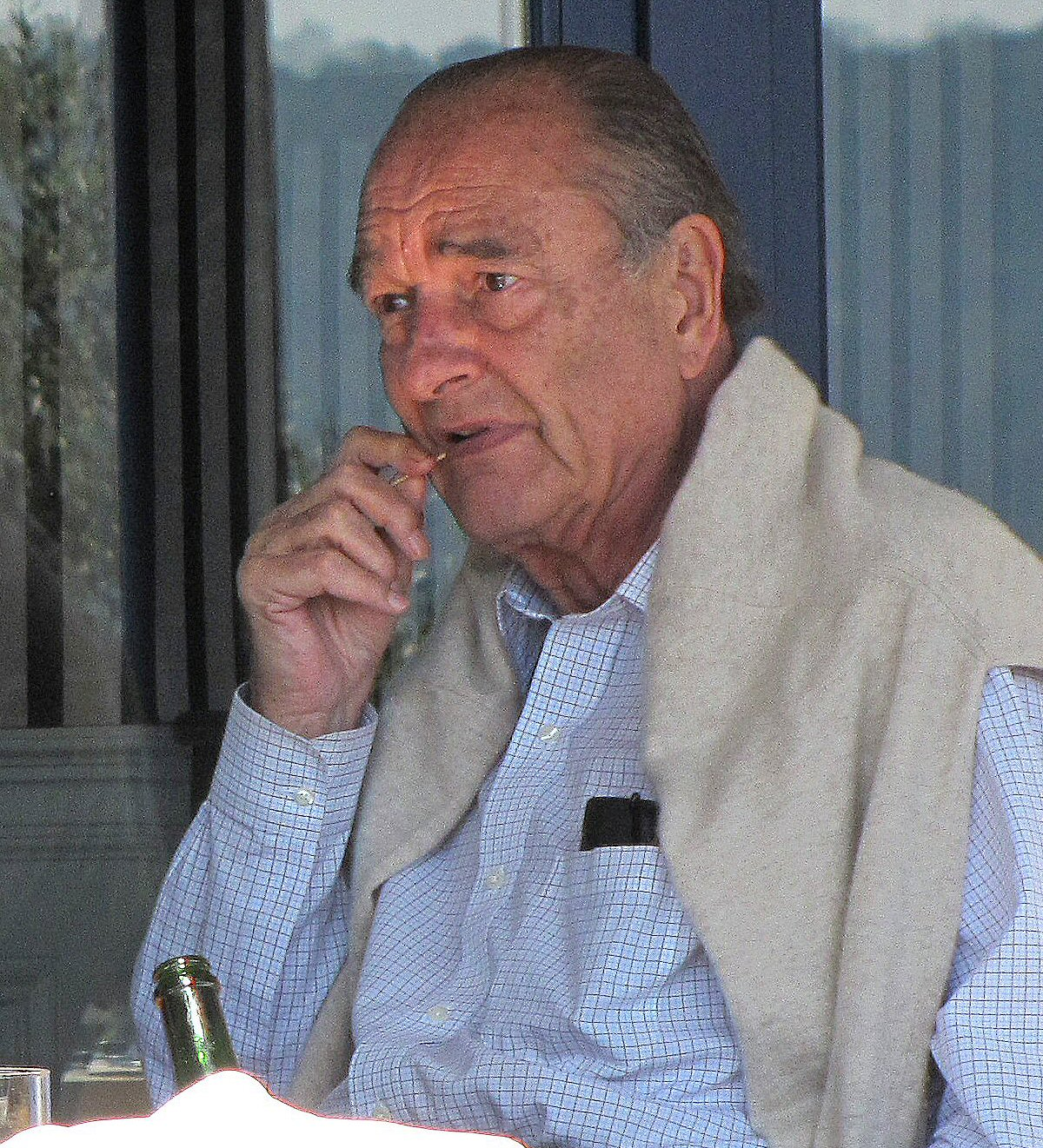
Jacques Chirac nel 2010.

L'8 novembre 2010, il giudice istruttore presso il tribunale di Nanterre chiede il rinvio a giudizio di Chirac per "prise illégale d'intérêts" relativamente a un'altra inchiesta relativa a sette presunte assunzioni fittizie. Il 4 ottobre il procuratore della Repubblica Philippe Courroye aveva chiesto il non luogo a procedere. Il ritiro della costituzione del Comune di Parigi come parte civile spiega i suoi effetti relativamente a una delle assunzioni, mentre per le altre sette era già stato risarcito a seguito della sentenza definitiva della corte d'appello di Versailles pronunciata a definizione del corso della procedura riguardante Alain Juppé.
Il 9 dicembre 2010, la sezione penale della Corte di cassazione statuisce per la riunione dei due giudizi dinanzi a un unico tribunale, quello di Parigi. Il processo davanti al tribunale penale di Parigi ha dunque inizio il 7 marzo 2011, in assenza di Jacques Chirac poiché in condizioni di salute non buone, ma alla seconda udienza viene sospeso a seguito di una questione di legittimità costituzionale sollevata dalla difesa di un altro imputato, sulla cui ammissibilità la cassazione si esprime in senso negativo. La ripresa del processo ha inizio il 5 settembre.
Secondo un certificato medico prodotto il 2 settembre 2011 dai difensori di Jacques Chirac, l'ex presidente si trova «in condizioni di vulnerabilità che non gli consentono di rispondere alle domande sul suo passato». Nello stesso certificato, è menzionata l'anosognosia, uno dei sintomi della malattia di Alzheimer. La corte quindi ne ha preso atto e ha disposto la continuazione del processo in assenza di Chirac.
Il 15 dicembre 2011 il tribunale infligge a Chirac la pena di due anni di detenzione, con il beneficio della condizionale, per aver commesso i reati di «sviamento di fondi pubblici», «abuso di potere», «interesse privato in atti d'ufficio» e «delitto di ingerenza». I rappresentanti del pubblico ministero avevano chiesto l'assoluzione di tutti gli imputati, compreso lo stesso Chirac. Primo presidente francese a ricevere una condanna in sede penale, in un comunicato annuncia che non farà appello alla decisione dei giudici di primo grado.
Il 21 novembre 2014 Chirac fa la sua ultima apparizione pubblica, in occasione della cerimonia di conferimento del premio attribuito dalla sua fondazione a figure meritevoli nel campo della promozione della pace, alla presenza del suo successore alla presidenza della Repubblica, François Hollande, e di vari importanti politici francesi e stranieri. Negli anni successivi, fintanto che gli è possibile, continua a ricevere varie personalità in visita al suo domicilio.
Dopo essere stato ricoverato in ospedale più volte per un'infezione ai polmoni, è morto la mattina del 26 settembre 2019, all'età di 86 anni. A darne per primo l'annuncio è stato il genero Frédéric Salat-Baroux. Il 30 settembre 2019, i funerali dell'ex presidente francese si sono svolti prima in forma strettamente privata presso la cattedrale di San Luigi degli Invalidi a Parigi, poi il feretro è stato trasportato a Saint-Sulpice per le esequie di stato, alla presenza del presidente della Repubblica francese Emmanuel Macron, degli ex capi di Stato della Francia e di leader politici di altri paesi. Successivamente è stato sepolto accanto alla figlia presso il cimitero di Montparnasse.

## Le memorie
Il 5 novembre 2009 è uscito nelle librerie il primo volume delle sue memorie, Chaque pas doit être un but (NiL Éditions). Il secondo volume, Le temps présidentiel, è seguito nel giugno 2011.

## Vita privata
Sposato con Bernadette Chodron de Courcel, aveva tre figlie: Laurence (1958-2016), medico, per anni ricoverata in un istituto specialistico a seguito di una grave forma di anoressia nervosa, Claude (1962), che è stata anche il suo consigliere per la comunicazione, e la figlia adottiva Anh Đào Traxel (1957), profuga vietnamita, accolta nel 1979.

## Nella cultura di massa
- Nel fumetto di Asterix Asterix e la Obelix SpA del 1976, il personaggio di Caius Saugrenus è una parodia dell'allora primo ministro Jacques Chirac. In questa rappresentazione incarna il giovane consigliere economico di Cesare.[27]
- Nel 1995 Markus Lanz, Marzel Becker e Stephan Heller pubblicarono il singolo F...! con il nome Le camembert radioactif per protestare contro i test sulle armi nucleari ripresi da Chirac. Il pezzo fu trasmesso senza autorizzazione su Radio Amburgo e Lanz fu successivamente licenziato.[28]

## Riconoscimenti
Le seguenti università hanno conferito a Jacques Chirac il dottorato honoris causa, ovvero un titolo onorifico assegnato da un'università o facoltà a una personalità eminente:
- Università Keio (Tokyo).[29]
- Università Lomonosov (Mosca, 2001).[29]
- Università di Galatasaray (Istanbul, 2010).[29]

 Premio di Stato della Federazione Russa (2007)